# 가디언즈 (영화)
《가디언즈》(영어: Rise of the Guardians)는 2012년에 공개된 미국의 애니메이션 영화로, 윌리엄 조이스의 책 시리즈 《The Guardians of Childhood》를 원작으로 한다.

## 줄거리
어느날, 놀스의 지구본에 검은모래가 휩쓸고 지나가고 이것이 피치의 짓이라고 생각한 놀스는 모든 가디언들을 총 집합시켜 피치가 돌아왔다는 사실을 알린다. 처음에는 다들 믿지 않았지만 '달의 그분'이 피치가 왔다는 사실을 다시한번 얘기해주고 새로운 가디언을 뽑는다. 그 가디언은 잭 프로스트. 하지만 잭은 가디언이 되기를 거부한다.
갑자기 투스의 궁전에 문제가 생기고 가디언들은 모두 이빨요정의 궁전으로 갔지만, 이미 투스의 궁전에서는 모든것이 사라져 있었다. 중간에 잭이 구한 베이비투스 한마리만 빼고. 그들은 이 모든것은 피치가 꾸민 일임을알고 피치를 추격하지만 곧 피치는 사라진다. 투스와 예기하던중 잭은 이빨이 기억을 살려준다는 예기를 듣고 자신의 기억을 찾으러 가자고 하지만, 갑자기 투스의 궁전에 변화가 생기면서 무너져내린다. 이빨과 동전을 교체해주는 베이비투스가 모두 잡혀갔기 때문에 아이들은 투스를 믿지 않아가고 있었다. 가디언들은 투스를 도와 아이들의 이빨을 모으기로하고 이빨을 모으며 여러 선물도 남기고 간다.
모으고 주던 중, 가디언들은 어쩌다 제이미의 방에 모이게되고 소란스러운탓에 깬 제이미에게 들키고 만다. 제이미를 잠에들게 하려고 한 샌드맨은 잘못해서 가디언들을 모두 재워버리고, 밖에서 감시하고있던 피치의 흑마를 쫓아 잭과함께 나간다. 그때 제이미의 동생 소피가 방안으로 들어와 놀스의 이동수단인 스노글로브를 발견하고 버니의 소굴로 가게된다.
잭과 샌디는 흑마를 잡은후 피치와 대면하고 싸운다. 잠에서 깬 가디언들은 그들을 돕기 위해 함께 싸운다. 그러나 싸우는 도중 궁지에 몰린 샌드맨이 죽게 되었고 그로인해 잭은 심한 죄책감을 느낀다.
샌드맨의 추모식이 끝난후 가디언들을 믿는 아이들은 빠른속도로 사라져 간다. 하지만 마지막 희망이 있었으니. 바로 부활절이었다.
땅굴을 통해 버니의 소굴로 들어간 가디언들은 이상한 낌새를 알아채고 공격준비를 하지만 알고보니 소피였다. 잠시후 잭은 베이비투스와 함께 잠든 소피를 집까지 데려다주고 오는데, 어디선가 잭을부르는 소리가들려 소리가 들리는 쪽으로 갔다. 그곳에는 깊은 구멍이 있었는데 그 안으로 들어가보니 그안에는 잡혀간 수많은 베이비투스들과 이빨들이 있었다.
그안에서 잭은 피치에게 잭의 이빨을 얻고 베이비투스를 잃어 돌아왔지만 이미 터널은 공격당해 모든 달걀이 깨져있었다. 또 잭은 가디언들의 신뢰를 잃어 떠났다.
남극에서 내적갈등으로 고통스러웠던 잭은 피치를 보자 폭발하여 공격한다. 그러자 피치는 잭에게 합류하자고 말하지만 잭은 이내 거절한다. 그러자 피치는 베이비투스를 내세우며 잭과 늘 함께한 지팡이를 달라고 하지만 잭이 피치에게 지팡이를 주자 피치는 말을 바꿔 베이비투스를 돌려주지 않으려 했다. 그러나 베이비투스가 손을 찌르자 절벽으로 던져버리고 잭도 공격당해 절벽 아래로 떨어진다. 지팡이는 피치의손에 의해 두동강나서 버려진다.
베이비투스는 잭의 주머니에 있는 이빨을 꺼내 잭의 기억을 볼 수 있게했다. 자신에게 가족과 여동생이 있었고 위험했던 동생을 살려주고 희생했다는 사실을 본 잭은 다시끔 새 용기를 얻고 동생을 구했던 지팡이를 이어 붙인다.
절벽에서 탈출한 잭은 다시 구멍으로 들어가 잡혀간 베이비투스들을 탈출시켜주려고 하지만, 지구본의 불빛이 약해, 즉 가디언을 믿는아이가 거의 없어져서 베이비투스들은 날수있는 힘조차 사라져 탈출하지 못한다. 지구본의 불빛이 다 없어지고 단 하나만 남게 됐는데, 그 불빛은 제이미였다.
제이미는 그시각 토끼인형을 앞에 두고 버니의 존재 여부를 확인하려 했다. 그러나 제이미는 곧포기하지만, 잭은 창문에 부활절 달걀과 토끼를 그려 띄워주었다. 순간 토끼형상이 터지면서 눈이되어 내렸는데, 그눈이 베이미의 코에 닿자 제이미는 잭 프로스트의 존재를 알게 된다.
제이미가 잭과 함께 밖에 나가자 노약해진 산타와 날지 못하게 된 투스, 그냥토끼와 다를것 없이된 버니를 본다. 이때 피치가 나타나고 궁지에 몰리지만 잭은 피치가 방심한 틈을타 도망친다. 제이미는 친구들에게 잭의 존재를 알려주고 모인다.
얼마후 검은모래가 해일처럼 몰려오며 그들을 공격하지만 검은 모래는 아이들의 손에 닿자마자 황금색모래로 바뀐다. 그러자 가디언들은 다시 힘이 생기고, 남은 피치의 부하들을 처치한다.
황금 모래를보자 샌드맨이 떠올랐는지 아이들은 샌드맨을 부활시키고 피치를 한번에 처리한다.
피치가 다시 깨어나 아이들을 겁주려 하지만 아이들은 부기맨을(피치) 믿지 않게 되고, 피치에게서 공포의 냄새를 맡은 피치의 부하들은 피치들 잡아 가둔다.
마지막으로 잭은 가디언이 되는 선서식을 마치고, 아이들과 작별인사를 나눈후 떠난다.

## 출연
- 크리스 파인 - 잭 프로스트 역
- 앨릭 볼드윈 - 노스 (산타클로스) 역
- 휴 잭맨 - 버니 (부활절 토끼) 역
- 아일라 피셔 - 투스 (이의 요정) 역
- 주드 로 - 피치 (부기맨) 역
- 다코타 고요 - 제이미 역

## 같이 보기
- 크리스마스 영화 목록